# Budgie (Band)
Budgie (engl. für „Wellensittich“) ist eine 1968 gegründete britische Hard-Rock-Band aus Cardiff, Wales. Die Gruppe ist durch ihr Gesamtwerk, durch das epische Lied Parents, wegen zweier durch Metallica gecoverte Titel und der Covergestaltung von Roger Dean bekannt. Das bekannteste Lied der Band in Deutschland war der gecoverte Song Baby Please Don't Go von Big Joe Williams. Ein durchschlagender Erfolg blieb der Gruppe verwehrt. Sie gilt jedoch inzwischen als eine der frühesten Heavy-Metal-Bands und erreichte hierdurch einen gewissen Kultstatus. Sänger und Bassist Burke Shelley wurde dabei oftmals mit Geddy Lee von Rush verglichen.

## Bandgeschichte
Im Gründungsjahr 1968 bestand die Originalbesetzung aus Burke Shelley (John Burke Shelley, * 10. April 1950 in Cardiff; † 10. Januar 2022 ebendort) an Bass und Gesang, Tony Bourge (Anthony Bourge, * 23. November 1948 in Cardiff) an Gitarre und Gesang sowie Ray Phillips (Raymond Phillips, * 1. März 1945 in Cardiff) am Schlagzeug.
Ihr unbetiteltes Debüt-Album wurde vom Produzenten von Black Sabbath, Rodger Bain, produziert und erschien 1971. Das zweite Album Squawk erschien 1972, ihr drittes Album Never Turn Your Back On a Friend 1973. Anschließend verließ Ray Philips die Band und wurde durch Pete Boot (Peter Charles Boot, * 30. September 1950 in West Bromwich) am Schlagzeug ersetzt, mit dem auch das vierte Album In for the Kill 1974 aufgenommen wurde. Das Cover zu diesem Album gestaltete Roger Dean. 1975 kam abermals ein neuer Schlagzeuger, Steve Williams. Im selben Jahr wurde das fünfte Album eingespielt, Bandolier. 1978 verließ Tony Bourge die Band, für ihn kam John Thomas.
Die Titel Breadfan von der dritten und Crash Course In Brain Surgery von der vierten LP wurden später von Metallica gecovert. Die Musik vom 1978er Album Impeckable wurde für den Film J-Men Forever (1979) verwendet.
Die Band wurde um 1980 zur New Wave of British Heavy Metal gezählt und trat als Hauptgruppe beim Reading Festival auf. Ebenso gelten Budgie als eine der ersten westlichen Hardrock-Bands, die hinter dem Eisernen Vorhang auftraten, da sie 1982 in Polen spielten. 1984 waren sie Vorgruppe für Ozzy Osbourne. 1988 beendeten sie ihre Auftritte vorläufig, um sich Studioproduktionen und anderen Projekten zu widmen. So arbeitete John Thomas auf der CD Phenomena mit Glenn Hughes zusammen.
Nach einiger Zeit fanden Budgie wieder zusammen und traten auch wieder sporadisch auf, z. B. dreimal beim Festival La Semana Alegre in San Antonio, Texas, in den Jahren 1995, 1996 und 2000 und als Hauptgruppe beim Welsh Legends of Rock Festival 2001. In den Folgejahren war die Band auch wieder auf ausgedehnteren Tourneen, u. a. in England, USA, Schweden und Polen. Im Spätjahr 2006 war eine 35 Konzerte umfassende Tournee durch England anberaumt. Ein neues Studioalbum war unter dem Arbeitstitel Ears Pierced While You Wait in Vorbereitung, wurde dann jedoch am 7. November 2006 unter dem Titel You're All Living In Cuckooland veröffentlicht. Neben den Studioalben existieren zahlreiche Compilations und Bootlegs sowie Fanclub-Veröffentlichungen.
Die Band bestand zuletzt aus Burke Shelley sowie Craig Goldy (Gitarre) und Steve Williams (Schlagzeug).

## Diskografie
- Budgie (September 1971)
- Squawk (September 1972)
- Never Turn Your Back on a Friend (Juni 1973)
- In for the Kill (1974)
- Bandolier (1975)
- Best of Budgie (1975)
- If I Were Britannia I'd Waive the Rules (1976)
- Impeckable (1978)
- Power Supply (1980)
- Best of Budgie (1981)
- Nightflight (1981)
- Deliver Us from Evil (1982)
- We Came, We Saw... (Live) (1982)

- Best of Budgie (Live) (1997)
- Heavier Than Air – Rarest Eggs (Live) (1998)
- Life in San Antonio (2002)
- The Last Stage (2004)
- You're All Living in Cuckooland (2006)
- The MCA Albums 1973–1975 (2016)